# Dykes Peak
Dykes Peak är en bergstopp i Antarktis. Den ligger i Östantarktis. Nya Zeeland gör anspråk på området. Toppen på Dykes Peak är 2 220 meter över havet, eller 75 meter över den omgivande terrängen. Bredden vid basen är 1,4 km.
Terrängen runt Dykes Peak är kuperad österut, men västerut är den bergig. Trakten är obefolkad. Det finns inga samhällen i närheten. 